# Chaire Ben Ali pour le dialogue des civilisations et des religions
Pour les articles homonymes, voir Ben Ali (homonymie).
La chaire Ben Ali pour le dialogue des civilisations et des religions est une chaire universitaire créée en 2001 par le président tunisien Zine el-Abidine Ben Ali et dissoute en 2011.

Ben Ali en parle en ces termes lors de son discours du 7 novembre 2001 : 
« Ayant la conviction inébranlable que l'humanité, toutes religions et civilisations confondues, voit s'offrir devant elle de vastes domaines pour l'action en faveur du bien-être de l'homme, de sa sécurité et de sa stabilité, nous ordonnons, aujourd'hui, l'institution d'une « Chaire universitaire pour le dialogue des civilisations et des religions » qui sera appelée à contribuer à promouvoir cette noble mission. »

## Rôle
Son but est de militer pour les valeurs humaines qui prônent l'acceptation de l'autre dans le respect des différences ainsi que les droits humains. Le professeur M'hamed Hassine Fantar est titulaire de cette chaire à partir de sa création.
La chaire se propose de participer à l'enrichissement du savoir et à sa diffusion. Elle a pour rôle principal d'encourager la connaissance des autres civilisations et religions. Elle prodigue des encouragements et accorde un appui matériel et moral à des actions qui militent dans le sens du rapprochement des peuples.